# Alfa Romeo 12C-36
L'Alfa Romeo 12C-36, officiellement dénommée Alfa Romeo Tipo C, est une automobile sportive développée en 1936 par le constructeur automobile italien Alfa Romeo. Présente en Grand Prix dès 1936, elle succède à l'Alfa Romeo 8C-35, elle aussi nommée Tipo C, dont elle se distingue par un nouveau moteur à douze cylindres en V. La Tipo C version 1936 a été inaugurée au Grand Prix de Tripoli 1936.